# Worotynia
Worotynia (ros. Воротыня) – wieś w Rosji, w rejonie czerepowieckim obwodu wołogodzkiego. W 2021 r. była niezamieszkana.